# Eccellenza Friuli-Venezia Giulia 2021-2022
Il campionato italiano di calcio di Eccellenza regionale 2021-2022 è la trentunesima edizione del campionato di Eccellenza. Rappresenta il quinto livello del campionato italiano e il primo a livello regionale.

## Stagione
Dopo l'annullamento del campionato 2020-21, per ragioni legate al COVID-19, quest'anno vengono confermate tutte le venti squadre della scorsa stagione alle quali si aggiunge il Chions, retrocesso dalla Serie D. Essendo improponibile un girone da 21 squadre, il comitato regionale decide di istituire due gironi, uno da 10 ed uno da 11 compagini. Allora si pensa prima a ripescare una squadra dalla Promozione, creando così due gironi da 11, ma poi ancora, per evitare che una compagine riposasse ogni turno, i ripescaggi salgono a tre (NK Kras Repen, la Sanvitese e lo Zaule Rabuiese), ottenendo così due gironi da 12 squadre ciascuno per un totale di 24 protagoniste.. Inoltre, la fusione tra ASD Ancona e ASD Lumignacco ha dato luogo all'ASD Ancona Lumignacco.
Il girone d'andata è iniziato il 19 settembre e si è concluso il 28 novembre 2021 (il mese di dicembre è stato utilizzato per la Coppa Italia Dilettanti Friuli-Venezia Giulia 2021-2022). Il girone di ritorno sarebbe dovuto iniziare il 16 gennaio e concludersi il 27 marzo, ma a causa della sospensione preventiva a causa del COVID-19, la ripresa del torneo è stata posticipata di 3 settimane, quindi le nuove date sono state dal 6 febbraio al 16 aprile 2022.

### Formula
La formula dei play-off e dei play-out ed il meccanismo promozioni-retrocessioni è illustrato nel Comunicato ufficiale n° 20 del 15.09.2021. Sono previste almeno 6 retrocessioni, in modo da portare la Eccellenza Friuli-Venezia Giulia 2022-2023 a 20 squadre.
| MECCANISMO PROMOZIONI-RETROCESSIONI FRIULI-VENEZIA GIULIA 2021-22 |                                                                     |                                                                     |
| Società regionali retrocesse dalla Serie D:                       | Nessuna                                                             | Una                                                                 |
| Promossa in Serie D                                               | La vincente del terzo turno dei play-off                            | La vincente del terzo turno dei play-off                            |
| Retrocederanno dall'Eccellenza                                    | Le ultime classificate dei due gironi. Altre 4 squadre dai play-out | Le ultime classificate dei due gironi. Altre 5 squadre dai play-out |

| REGOLAMENTO ECCELLENZA FRIULI-VENEZIA GIULIA 2021-22 |                                     | |
| Posizione                                            | Destino                             | Modalità di svolgimento |
| 1º                                                   | Al secondo turno play-off           | Primo turno: 2ª-3ª fra squadre dello stesso girone in gara unica, non si disputano le sfide se il distacco sarà pari o superiore a 5 punti. Secondo turno: le vincitrici del primo turno incontrano la prima dell'altro girone, due gare andata e ritorno. Finale: in gara unica e campo neutro, chi vince viene promossa in Serie D, la sconfitta va agli spareggi nazionali. |
| 2º e 3º                                              | Al primo turno play-off             | Primo turno: 2ª-3ª fra squadre dello stesso girone in gara unica, non si disputano le sfide se il distacco sarà pari o superiore a 5 punti. Secondo turno: le vincitrici del primo turno incontrano la prima dell'altro girone, due gare andata e ritorno. Finale: in gara unica e campo neutro, chi vince viene promossa in Serie D, la sconfitta va agli spareggi nazionali. |
| dal 4º al 7º                                         | Al torneo regionale di Eccellenza   | Due gironi, poi finale per il titolo |
| dal 8º al 11º                                        | Play-out                            | Gli accoppiamenti saranno 11ª-8ª e 10ª-9ª in due gare andata e ritorno, non si disputano le sfide se il distacco sarà pari o superiore a 7 punti. In caso di una retrocessione del Cjarlins Muzane dalla Serie D, verranno disputati ancora due turni per determinare la settima squadra retrocessa.                                                                           |
| 12º                                                  | retrocessione diretta in Promozione | - |

## Girone A

### Squadre partecipanti
| Club                                | Città (provincia)            | Stadio                            | Stagione precedente                          |
| ----------------------------------- | ---------------------------- | --------------------------------- | -------------------------------------------- |
| A.S.D. Brian Lignano                | Lignano Sabbiadoro (UD)      | Stadio Guido Teghil               |                                              |
| A.P.C. Chions                       | Chions (PN)                  | Stadio Francesco Tesolin          | 20º in Serie D/C                             |
| A.S.D. Polisportiva Codroipo        | Codroipo (UD)                | Campo di Via Cinconvallazione Sud |                                              |
| A.S.D. Comunale Fiume Veneto Bannia | Fiume Veneto (PN)            | Campo Principale                  |                                              |
| A.S.D. Comunale Fontanafredda       | Fontanafredda (PN)           | Stadio Omero Tognon               |                                              |
| A.S.D. Gemonese                     | Gemona del Friuli (UD)       | Stadio Ammiraglio Diego Simonetti |                                              |
| U.S. Pro Fagagna                    | Fagagna (UD)                 | Campo di via Tonutti              |                                              |
| A.S.D. Rive d'Arcano Flaibano       | Flaibano (UD)                | Stadio Comunale "A. Luca"         |                                              |
| A.S.D. Sanvitese                    | San Vito al Tagliamento (PN) | Campo polisportivo comunale       | Promozione Friuli-Venezia Giulia (ripescato) |
| A.S.D. S.P.A.L. Cordovado           | Cordovado (PN)               | Campo di via Circonvallazione     |                                              |
| S.P. Tamai                          | Tamai di Brugnera (PN)       | Stadio comunale di Tamai          |                                              |
| A.S.D. Tricesimo                    | Tricesimo (UD)               | Campo Mario Giordano              |                                              |

### Classifica finale
|  | Pos. | Squadra                | Pt | G  | V  | N  | P  | GF | GS | DR  |
|  | ---- | ---------------------- | -- | -- | -- | -- | -- | -- | -- | --- |
|  | 1.   | Chions                 | 45 | 22 | 13 | 6  | 3  | 36 | 15 | +21 |
|  | 2.   | Brian Lignano          | 37 | 22 | 9  | 10 | 3  | 41 | 22 | +19 |
|  | 3.   | SPAL Cordovado         | 36 | 22 | 9  | 9  | 4  | 38 | 27 | +11 |
|  | 4.   | Tricesimo              | 34 | 22 | 9  | 7  | 6  | 31 | 24 | +7  |
|  | 5.   | Tamai                  | 29 | 22 | 8  | 5  | 9  | 27 | 27 | 0   |
|  | 6.   | Sanvitese              | 28 | 22 | 6  | 10 | 6  | 24 | 27 | −3  |
|  | 7.   | Codroipo               | 27 | 22 | 6  | 9  | 7  | 21 | 23 | −2  |
|  | 8.   | Gemonese               | 26 | 22 | 7  | 5  | 10 | 24 | 36 | −12 |
|  | 9.   | Fontanafredda          | 25 | 22 | 7  | 4  | 11 | 15 | 31 | −16 |
|  | 10.  | Pro Fagagna            | 24 | 22 | 6  | 6  | 10 | 24 | 31 | −7  |
|  | 11.  | Fiume Veneto Bannia    | 24 | 22 | 6  | 6  | 10 | 19 | 28 | −9  |
|  | 12.  | Rive d'Arcano Flaibano | 18 | 22 | 3  | 9  | 10 | 21 | 30 | −9  |

Legenda:
      Ammessa ai play-off intergirone.
  Ammesso ai play-off o ai play-out.
       Retrocesso in Promozione 2022-2023.
Regolamento:
Tre punti a vittoria, uno a pareggio, zero a sconfitta.
La classifica tiene conto di:
- Punti.
- Scontri diretti.
- Differenza reti negli scontri diretti.
- Differenza reti generale.
- Reti realizzate.
- Sorteggio.

### Risultati

#### Tabellone
Ogni riga indica i risultati casalinghi della squadra segnata a inizio della riga, contro le squadre segnate colonna per colonna (che invece avranno giocato l'incontro in trasferta). Al contrario, leggendo la colonna di una squadra si avranno i risultati ottenuti dalla stessa in trasferta, contro le squadre segnate in ogni riga, che invece avranno giocato l'incontro in casa.
|                        | B.L  | Chi  | Cod  | FVB  | Fon  | Gem  | Fag  | RAF  | San  | Spa  | Tam  | Tri  |
| ---------------------- | ---- | ---- | ---- | ---- | ---- | ---- | ---- | ---- | ---- | ---- | ---- | ---- |
| Brian Lignano Calcio   | –––– | 0-0  | 1-1  | 3-2  | 4-0  | 1-2  | 0-1  | 3-2  | 5-1  | 1-1  | 0-0  | 1-3  |
| Chions                 | 2-2  | –––– | 1-0  | 3-1  | 2-0  | 1-2  | 2-1  | 3-0  | 1-1  | 0-1  | 3-0  | 2-1  |
| Pol. Codropo           | 0-0  | 0-2  | –––– | 1-0  | 2-0  | 0-1  | 3-1  | 1-0  | 3-3  | 2-0  | 2-3  | 2-2  |
| Com. Fiume V. Banna    | 1-1  | 0-1  | 1-0  | –––– | 0-1  | 5-2  | 1-1  | 0-0  | 1-0  | 0-5  | 0-1  | 1-0  |
| Com. Fontanafredda     | 0-3  | 1-1  | 1-1  | 0-3  | –––– | 1-0  | 1-0  | 1-4  | 0-0  | 0-1  | 2-3  | 0-1  |
| Gemonese               | 0-2  | 0-0  | 0-1  | 2-0  | 0-1  | –––– | 2-5  | 2-1  | 2-1  | 2-2  | 0-5  | 0-1  |
| Pro Fagagna            | 0-4  | 1-3  | 0-0  | 1-1  | 0-1  | 2-0  | –––– | 1-0  | 1-3  | 2-3  | 0-0  | 1-0  |
| Rive d'Arcano Flaibano | 0-0  | 1-3  | 1-1  | 0-0  | 1-2  | 3-3  | 3-1  | –––– | 0-1  | 0-3  | 1-1  | 0-0  |
| Sanvitese              | 2-2  | 0-2  | 0-0  | 0-0  | 1-0  | 0-0  | 1-0  | 2-3  | –––– | 2-1  | 1-1  | 0-0  |
| SPAL Cordovado         | 3-3  | 1-1  | 1-0  | 4-0  | 1-1  | 2-0  | 2-2  | 1-1  | 1-1  | –––– | 3-1  | 1-1  |
| Tamai                  | 1-2  | 1-0  | 4-0  | 0-1  | 0-1  | 1-3  | 0-2  | 0-0  | 0-2  | 2-1  | –––– | 2-0  |
| Tricesimo              | 0-3  | 1-3  | 1-1  | 2-1  | 3-1  | 1-1  | 1-1  | 1-0  | 4-2  | 5-0  | 3-1  | –––– |

### Spareggi

#### Primo turno play-off
|               | Risultati |                | Luogo e data                       |
| ------------- | --------- | -------------- | ---------------------------------- |
| Brian Lignano | 1−2       | SPAL Cordovado | Lignano Sabbiadoro, 24 aprile 2022 |
|               |           |                |                                    |

#### Play-out
|                     | Risultati |                     | Luogo e data                      |
| ------------------- | --------- | ------------------- | --------------------------------- |
| Fiume Veneto Bannia | 4−2       | Gemonese            | Fiume Veneto, 24 aprile 2022      |
| Gemonese            | 0−2       | Fiume Veneto Bannia | Gemona del Friuli, 1º maggio 2022 |
|                     |           |                     |                                   |
| Pro Fagagna         | 2−2       | Fontanafredda       | Fagagna, 24 aprile 2022           |
| Fontanafredda       | 0−2       | Pro Fagagna         | Fontanafredda, 1º maggio 2022     |
|                     |           |                     |                                   |

## Girone B

### Squadre partecipanti
| Club                             | Città (provincia)                 | Stadio                            | Stagione precedente                          |
| -------------------------------- | --------------------------------- | --------------------------------- | -------------------------------------------- |
| A.S.D. Ancona Lumignacco         | Lumignacco di Pavia di Udine (UD) | Stadio Comunale di Pavia di Udine |                                              |
| A.S.D. Chiarbola Ponziana Calcio | Chiarbola, Trieste                | Campo sportivo Umberto Buffalo    |                                              |
| A.S.D. N.K. Kras Repen           | Repen di Monrupino (TS)           | Stadio Dario Skabar               | Promozione Friuli-Venezia Giulia (ripescato) |
| A.S.D. Primorec 1966             | Prosecco, Trieste                 | Campo sportivo di Trebiciano      |                                              |
| A.S.D. Pro Cervignano Muscoli    | Cervignano del Friuli (UD)        | Stadio Pierino Dissabo            |                                              |
| A.S.D. Pro Gorizia               | Gorizia                           | Stadio Enzo Bearzot               | 8º Eccellenza Veneto/Ripresa gir. B          |
| A.S.D. Ronchi Calcio             | Ronchi dei Legionari (GO)         | Stadio Alfredo Lucca              |                                              |
| A.S.D. San Luigi Calcio          | Trieste                           | San Luigi campo sportivo          | 10º Eccellenza Veneto/Ripresa gir. B         |
| A.S.D. Sistiana Sesljan          | Sistiana (TS)                     | Campo sportivo di Visogliano      |                                              |
| A.S.D. Torviscosa                | Torviscosa (UD)                   | Stadio Beppino Tonello            |                                              |
| A.S.D. Virtus Corno              | Corno di Rosazzo (UD)             | Stadio G.A. Cudiz                 |                                              |
| A.S.D. Zaule Rabuiese            | Muggia (TS)                       | Stadio Comunale Zaccaria          | Promozione Friuli-Venezia Giulia (ripescato) |

### Classifica finale
|  | Pos. | Squadra            | Pt | G  | V  | N | P  | GF | GS | DR  |
|  | ---- | ------------------ | -- | -- | -- | - | -- | -- | -- | --- |
|  | 1.   | Torviscosa         | 55 | 22 | 18 | 1 | 3  | 62 | 19 | +43 |
|  | 2.   | Pro Gorizia        | 48 | 22 | 14 | 6 | 2  | 55 | 26 | +29 |
|  | 3.   | Zaule Rabuiese     | 34 | 22 | 10 | 4 | 8  | 40 | 27 | +13 |
|  | 4.   | Virtus Corno       | 33 | 22 | 9  | 6 | 7  | 28 | 31 | −3  |
|  | 5.   | San Luigi          | 32 | 22 | 8  | 8 | 6  | 30 | 24 | +6  |
|  | 6.   | Chiarbola Ponziana | 31 | 22 | 9  | 4 | 9  | 36 | 34 | +2  |
|  | 7.   | Kras               | 30 | 22 | 9  | 3 | 10 | 29 | 36 | −7  |
|  | 8.   | Ronchi             | 28 | 22 | 7  | 7 | 8  | 20 | 27 | −7  |
|  | 9.   | Ancona Lumignacco  | 24 | 22 | 6  | 6 | 10 | 33 | 38 | −5  |
|  | 10.  | Sistiana Sesljan   | 24 | 22 | 6  | 6 | 10 | 31 | 38 | −7  |
|  | 11.  | Pro Cervignano     | 23 | 22 | 6  | 5 | 11 | 24 | 36 | −12 |
|  | 12.  | Primorec           | 5  | 22 | 1  | 2 | 19 | 19 | 71 | −52 |

Legenda:
      Promosso in Serie D 2022-2023.
      Ammessa ai play-off intergirone.
  Ammesso ai play-off o ai play-out.
       Retrocesso in Promozione 2022-2023.
Regolamento:
Tre punti a vittoria, uno a pareggio, zero a sconfitta.
La classifica tiene conto di:
- Punti.
- Scontri diretti.
- Differenza reti negli scontri diretti.
- Differenza reti generale.
- Reti realizzate.
- Sorteggio.

### Risultati

#### Tabellone
Ogni riga indica i risultati casalinghi della squadra segnata a inizio della riga, contro le squadre segnate colonna per colonna (che invece avranno giocato l'incontro in trasferta). Al contrario, leggendo la colonna di una squadra si avranno i risultati ottenuti dalla stessa in trasferta, contro le squadre segnate in ogni riga, che invece avranno giocato l'incontro in casa.
|                        | A.L  | Chi  | Kra  | Pri  | Cer  | Gor  | Ron  | S.L  | Sis  | Tor  | Vir  | Zau  |
| ---------------------- | ---- | ---- | ---- | ---- | ---- | ---- | ---- | ---- | ---- | ---- | ---- | ---- |
| Ancona Lumignacco      | –––– | 2-0  | 3-1  | 2-1  | 1-2  | 0-2  | 0-2  | 0-0  | 1-1  | 2-3  | 2-2  | 2-3  |
| Chiarbola Ponziana     | 1-2  | –––– | 1-0  | 3-3  | 2-1  | 0-3  | 3-0  | 1-3  | 5-2  | 1-2  | 0-0  | 1-2  |
| NK Kras Repen          | 4-3  | 1-0  | –––– | 2-1  | 1-2  | 1-6  | 0-0  | 2-4  | 1-2  | 1-4  | 2-0  | 1-0  |
| Primorec               | 0-3  | 1-2  | 1-3  | –––– | 2-1  | 0-2  | 1-3  | 1-4  | 0-4  | 1-12 | 1-3  | 0-2  |
| Pro Cervignano Muscoli | 1-0  | 0-2  | 0-2  | 5-0  | –––– | 0-4  | 1-1  | 1-1  | 2-0  | 0-2  | 2-3  | 1-0  |
| Pro Gorizia            | 4-3  | 3-3  | 2-0  | 2-1  | 6-2  | –––– | 1-1  | 0-0  | 2-0  | 3-3  | 1-1  | 2-1  |
| Ronchi                 | 0-0  | 1-4  | 1-0  | 3-2  | 0-0  | 1-1  | –––– | 0-1  | 1-0  | 3-1  | 0-2  | 0-0  |
| San Luigi              | 2-2  | 1-2  | 0-1  | 3-2  | 0-0  | 1-2  | 0-1  | –––– | 3-2  | 2-0  | 1-1  | 1-0  |
| Sistiana Sesljan       | 1-1  | 2-1  | 2-2  | 1-1  | 3-1  | 4-1  | 1-0  | 2-2  | –––– | 0-3  | 0-1  | 2-2  |
| Torviscosa             | 2-1  | 2-0  | 3-1  | 3-0  | 2-1  | 1-2  | 4-0  | 3-1  | 4-0  | –––– | 3-0  | 1-0  |
| Virtus Corno           | 2-3  | 1-2  | 0-0  | 2-0  | 1-1  | 0-5  | 2-1  | 1-0  | 1-0  | 0-2  | –––– | 4-3  |
| Zaule Rabuiese         | 4-0  | 2-2  | 1-3  | 6-0  | 3-0  | 3-1  | 3-1  | 0-0  | 3-2  | 0-2  | 2-1  | –––– |

### Spareggi

#### Primo turno play-off
Non si disputa il primo turno play-off fra Pro Gorizia e Zaule Rabuiese poiché il distacco è superiore ai 5 punti.

#### Play-out
|                   | Risultati |                   | Luogo e data                          |
| ----------------- | --------- | ----------------- | ------------------------------------- |
| Pro Cervignano    | 1−2       | Ronchi            | Cervignano del Friuli, 24 aprile 2022 |
| Ronchi            | 0−2 (dts) | Pro Cervignano    | Vermegliano, 1º maggio 2022           |
|                   |           |                   |                                       |
| Sistiana Sesljan  | 3−0       | Ancona Lumignacco | Sistiana, 24 aprile 2022              |
| Ancona Lumignacco | 1−0       | Sistiana Sesljan  | Pavia di Udine, 1º maggio 2022        |
|                   |           |                   |                                       |

## Play-off intergirone

### Secondo turno
|                | Risultati |                | Luogo e data              |
| -------------- | --------- | -------------- | ------------------------- |
| Pro Gorizia    | 4−1       | Chions         | Gorizia, 1º maggio 2022   |
| Chions         | 3−2       | Pro Gorizia    | Chions, 7 maggio 2022     |
|                |           |                |                           |
| SPAL Cordovado | 0−4       | Torviscosa     | Cordovado, 1º maggio 2022 |
| Torviscosa     | 2−0       | SPAL Cordovado | Torviscosa, 8 maggio 2022 |
|                |           |                |                           |

### Finale
|            | Risultati |             | Luogo e data              |
| ---------- | --------- | ----------- | ------------------------- |
| Torviscosa | 3−0       | Pro Gorizia | Pordenone, 15 maggio 2022 |
|            |           |             |                           |